# Čifluk Razgojnski
Čifluk Razgojnski je naselje u gradu Leskovcu, Jablanički upravni okrug, Srbija. Prema popisu iz 2022. godine u Čifluku Razgojnskom je živjelo 239 stanovnikа.